# Tweede Kamerverkiezingen 1986/Kandidatenlijst/Centrumpartij
Dit is de kandidatenlijst voor de Tweede Kamerverkiezingen 1986 van de Centrumpartij. De partij deed mee in alle kieskringen, behalve kieskring 17 (Assen).

## De lijst
1. Danny Segers - 29.638 stemmen
2. Th.P. Termijn - 1.776
3. E.M.A. Bouman - 2.041
4. H.H.A. van der Heijden - 381
5. J.H. Boiten - 418
6. M.L.P.J. Majoie - 114
7. F. Castermans - 233
8. N.J. Winkelman - 65
9. G.J.M. Broers - 228
10. D. Ramkema - 376
11. J.M. Hanssen - 111
12. P.M.M.G.A. Seebregts - 122
13. Wim Beaux - 79
14. M.H.M. Nooyens - 59
15. J.J. Hageman - 77
16. H. Collaris - 93
17. J.E. van den Oever - 68
18. J.J. Pronk - 209
19. J. Slager - 83
20. A. van Hulst - 157
21. J.W.A. Park - 44
22. E. Perée - 48
23. G.H. van 't Land - 137
24. N. Jonkheid - 43
25. A.P. Harms - 141

PvdA · CDA · VVD · D66 · PSP · SGP · CPN · PPR · RPF · GPV · EVP · AR'85 · Centrumdemocraten · Federatieve Groenen · VCN · Centrumpartij · PGI · SP · Partij voor Ambtenaren en Trendvolgers · Lijst 19 (kieskring 9) · God Met Ons · Partij voor de Middengroepen · Loesje · Humanistische Partij · SAP · Partij Algemeen Belang · Lijst 27
1981 · 1982 · 1986